# Crime à Milan
Série Nico Giraldi
Meurtre sur le Tibre
(1979) Delitto al ristorante cinese
(1981)
Pour plus de détails, voir Fiche technique et Distribution.
Crime à Milan (Delitto a Porta Romana) est un poliziottesco humoristique italien réalisé par Bruno Corbucci et sorti en 1980,. C'est le premier Delitto... ainsi que le septième film mettant en scène l'inspecteur Nico Giraldi joué par Tomas Milian.

## Synopsis
Grâce à des clefs volées durant un match de football Inter-Roma, un cambrioleur surnommée Venticello parvient à pénétrer une demeure à proximité de la Porta Romana (it), l'un des vestiges de l'enceinte républicaine des remparts de Milan. Mais durant le cambriolage, la femme du propriétaire et son amant surgissent de façon inattendue. Depuis sa cachette, Venticello est témoin du meurtre de la femme par son amant.
Venticello parvient à apercevoir une cicatrice sur le pied du tueur et il s'enfuit à la hâte dès qu'il a le champ libre. Mais dans sa fuite, il est arrêté et accusé du meurtre. Il ne peut alors compter que sur son ami de longue date et policier excentrique Nico Giraldi, qui se trouve attendre la naissance de son premier enfant...

## Fiche technique
Sauf indication contraire, les informations mentionnées dans cette section peuvent être confirmées par la base de données cinématographiques IMDb,  présente dans la section « Liens externes ».
- Titre original : Delitto a Porta Romana[3]
- Titre français : Crime à Milan[4]
- Réalisateur : Bruno Corbucci
- Scénario : Mario Amendola, Bruno Corbucci
- Photographie : Giovanni Ciarlo
- Montage : Daniele Alabiso (it)
- Décors : Claudio Cinini (it)
- Costumes : Alessandra Cardini (it)
- Musique : Franco Micalizzi
- Producteurs : Giovanni Di Clemente
- Sociétés de production : Cleminternazionale Cinematografica Srl
- Pays de production :  Italie
- Langue de tournage : italien
- Format : Couleur - 1,85:1 - Son mono - 35 mm
- Durée : 92 minutes (1h32)[3]
- Genre : Poliziottesco, comédie policière
- Dates de sortie :
  - Italie : 30 octobre 1980
  - Allemagne de l'Ouest : 4 juin 1982
  - France : 31 mars 2021 (vidéo à la demande)

## Distribution
- Tomas Milian : Nico Giraldi
- Bombolo : Franco Bertarelli dit Venticello
- Olimpia Di Nardo (it) : Angela Giraldi
- Nerina Montagnani : Grand-mère d'Angela
- Aldo Ralli (it) : Professeur Baldi
- Marina Hedman : Antonella
- Franco Diogene (it) : Busoni
- Elio Crovetto (it) : Bartolo, il monzese
- Elisabetta Odino : Fiorella Colombo
- Lino Patruno (it) : Enrico Vitucci
- Marcello Martana (it) : Commissaire Trentini
- Tony Scarf (it) : Roberto Ambrogi
- Mario Donatone : M. Tassinelli
- Antonella Antinori : Elena Tassinelli
- Leo Gavero (it) : Commissaire Esposti
- Massimo Vanni (it) : Brigadier Gargiulo
- Alfredo Adami (it) : Picchio Picchio
- Andrea Aureli : L'inspecteur au poste de police
- Mimmo Poli (it) : Le voiturier à la boîte de nuit

## Production
Les extérieurs ont été tournés, comme le titre du film l'indique, sur place à Milan, mais également à Varèse (scène de la patinoire), à Castel Gandolfo (scène du camping-car garé  près du lac d'Albano), à différents endroits de Rome, ainsi que sur l'autoroute du soleil et la route nationale 3 bis (it) pour filmer le voyage rocambolesque du retour vers Rome.
Certaines scènes ont été tournées au studio Elios (it) à Rome.